# Cordão do Galo
O Cordão do Galo é uma manifestação cultural destinada às crianças e aos adolescentes, que acontece desde 2008 (em janeiro) junto à Festividade do Glorioso São Sebastião (patrimônio imaterial do Brasil), em Cachoeira do Arari, na Ilha do Marajó, no Pará. É coordenado pelo Instituto Arraial do Pavulagem. Seu símbolo é o galo, em homenagem ao padre Giovanni Gallo, que fundou o Museu do Marajó.
O Cordão do Galo é uma das ações de salvaguarda das festividades do Glorioso São Sebastião no Marajó, por isso a prioridade com as crianças e adolescentes. Para serem os devotos do futuro com consciência cultural, patrimonial, ambiental e cidadã. Isso tudo é viabilizado por oficinas, palestras e ensaios. Utilizando metodologia testada pelo Instituto Arraial do Pavulagem nos seus diversos cortejos juninos e do Círio há mais de 30 anos.

## História
O cortejo que ganha as ruas de Cachoeira do Arari no mês de janeiro foi criado em 2008, tendo como inspiração os folguedos de bicho característicos do estado do Pará. O Cordão do Galo foi ideia da Irmandade dos Devotos do Glorioso São Sebastião durante os trabalhos para o reconhecimento da Festividade do Glorioso São Sebastião como patrimônio brasileiro, realizados pelo Instituto do Patrimônio Histórico e Artístico Nacional (IPHAN) em 2004. O Galo é símbolo do Cordão e sempre puxa o cortejo.
O foco do Cordão do Galo é o trabalho com crianças e adolescentes da cidade, e tem previsão de duzentas crianças, que participam da concepção do cortejo e de oficinas preparatórias de Canto popular, Dança, Perna de pau, e Percussão.

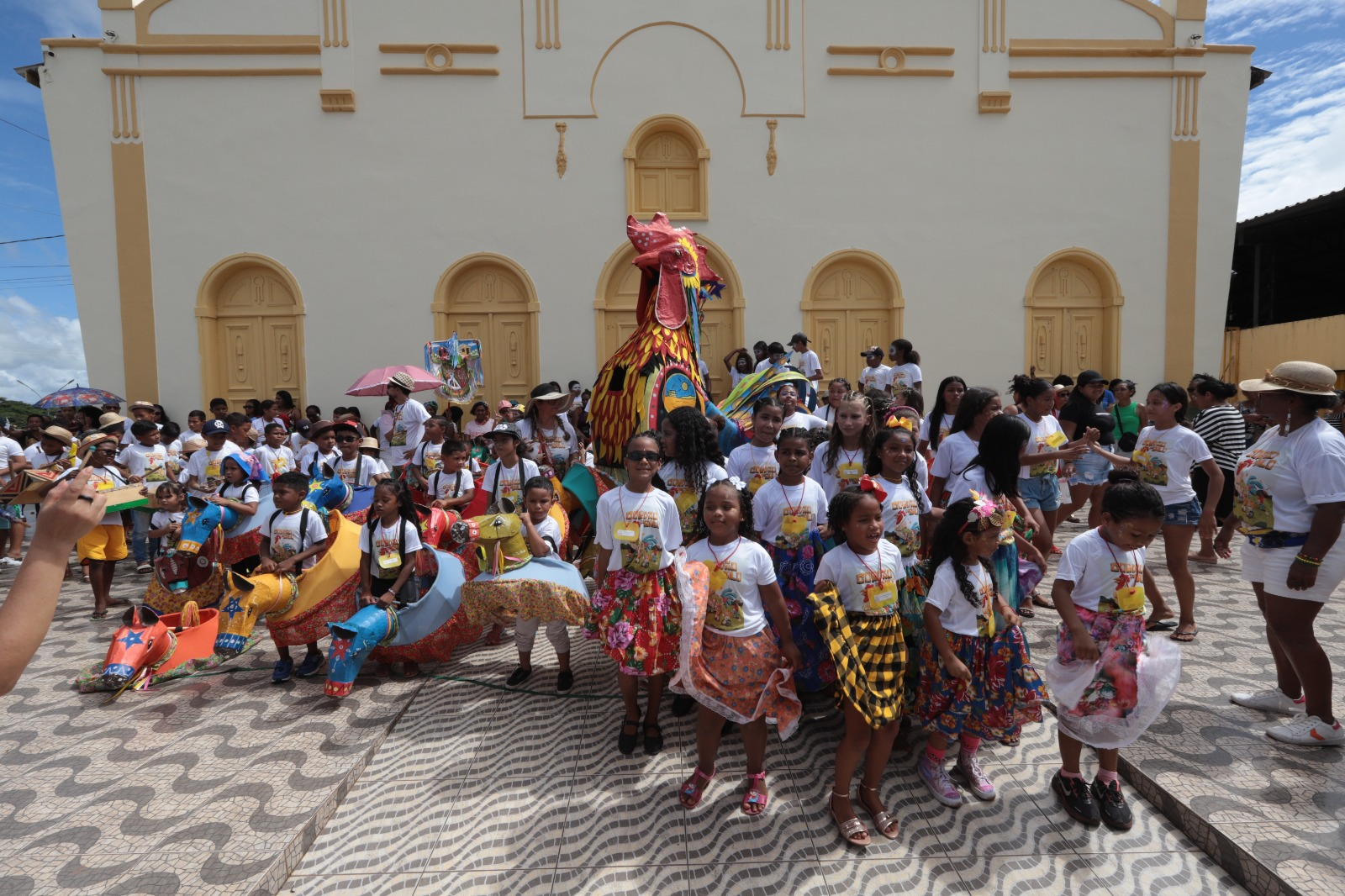
Crianças participando do Cordão do Galo, em Cachoeira do Arari, Marajó, 2024. Foto de Guto Nunes.

O Instituto Arraial do Pavulagem coordena a organização do Cordão com a colaboração de diversas outras instituições: Irmandade dos Devotos de São Sebastião, Prefeitura Municipal, Associação Musical João Viana (AMJOV), Paróquia Nossa Senhora da Conceição, Fundação Cultural do Estado do Pará (FCP), Museu do Marajó e Governo do Pará.
Em 2023, o evento completou 15 anos e teve patrocínio da Equatorial Pará, via Lei de Incentivo à Cultura - Semear.
Em 2024, o pesquisador e documentarista Guto Nunes lançou um documentário sobre a manifestação cultural do Cordão do Galo, chamado "Cordão do Galo - Folguedo Popular do Pará (Documentário)". O lançamento do filme documentário, em Belém (Pará), aconteceu no dia 09/12/2023, no Centro Cultural e Turístico Tancredo Neves - Centur, na noite de Lançamento da Campanha de Arrecadação do Cordão do Galo 2024, e também no dia 05 de janeiro de 2024, no Cine Cordão do Galo, que aconteceu no Teatro Estação Gasômetro. Em Cachoeira do Arari (Marajó-Pará), o lançamento aconteceu no dia 13/01/2024. Atualmente, o documentário segue em exibição de lançamento por Festivais de Cinema, como o CineLab, que já o exibiu em Belém e Mosqueiro. O filme documentário também está disponível no YouTube.

## Filmografia
- 2024 - Cordão do Galo - Folguedo Popular do Pará (Documentário), de Guto Nunes, 2024.[10]